# Esmeril
L'esmeril o pedra de llima és una roca molt dura, usada des de temps antics per a fer pólvores abrasives. Està composta principalment del mineral corindó (òxid d'alumini), barrejat amb altres varietats com espinel·la, hercynita i magnetita i també rútil (Titania). L'esmeril industrial pot contenir una varietat d'altres minerals i compostos sintètics com la magnèsia, mullita i sílice. Es fa servir com a pedra d'esmolar per polir i donar brillantor a metalls i pedres precioses, etc.

## Etimologia

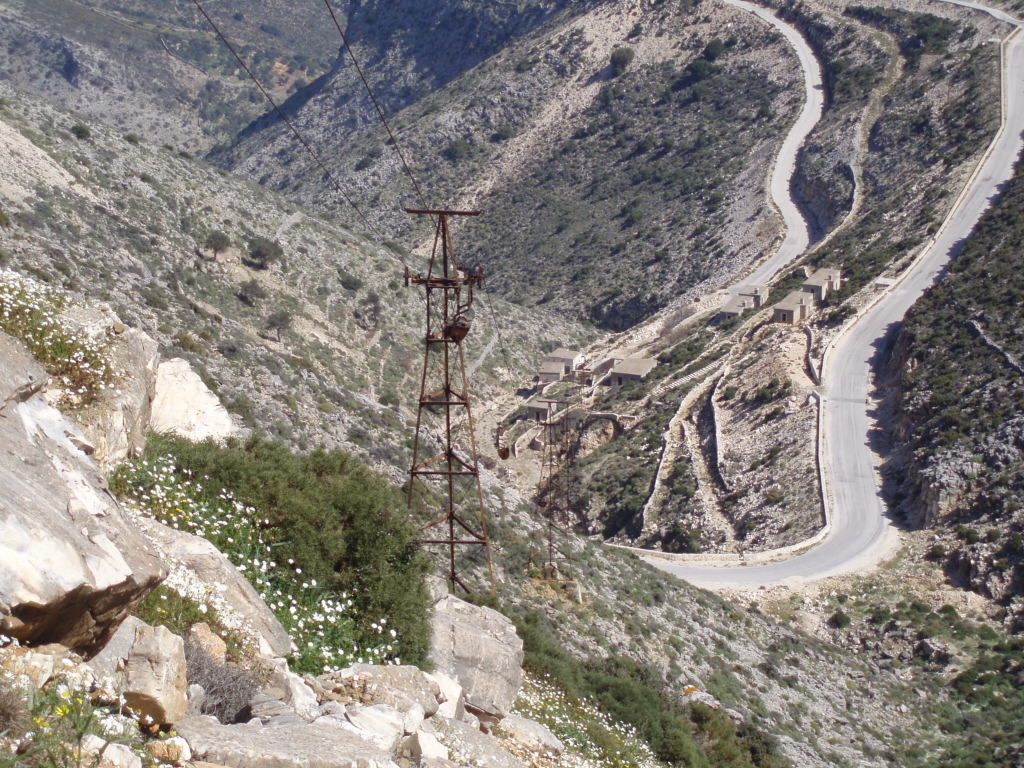
Mina d'esmeril a Naxos.

El terme esmeril prové d'un cap de l'illa de Naxos: el cap Emeri (σμύριδα)
Plini el Vell l'esmentava amb el nom de "naxium".

## Propietats físiques
L'esmeril és de color negre o gris fosc, amb una densitat que varia entre 3,5 i 3,8. Es tracta d'una barreja de minerals, principalment magnetita i corindó. Així, la duresa de l'esmeril depèn de la seva composició i pot oscil·lar entre uns valor a l'escala de Mohs des de 6 (magnetita) i 9 (corindó). Com més magnetita hi hagi, menys duresa.

## Història
Durant gairebé dos mil anys l'esmeril es produïa, principalment, a l'illa de Naxos. Des del segle xvii, s'aprofitaren industrialment algunes mines de Turquia. Actualment, Grècia i Turquia continuen sent els principals productors d'esmeril, tot i que la demanda mundial ha minvat molt per causa dels abrasius sintètics.

## Usos
Els usos tradicionals de l'esmeril aprofitaven les seves propietats abrasives. Afegint pólvores d'esmeril a un líquid (aigua, oli…) els artesans podien polir diverses peces, des de gemmes fins a metalls. L'esmeril era usat, per exemple, pels espasers per a polir les fulles d'espasa (fabrir o brunyir). Sovint el mètode d'esmerilar emprava una eina rotatòria de ferro o de fusta que aplicava l'esmeril contra la peça a polir o rebaixar.
Les moles d'esmeril podien ser d'una peça tallada directament de la roca o fabricada barrejant laca i pólvores d'esmeril.
Una altra forma tradicional era la tela d'esmeril o el paper d'esmeril.

### Vidre esmerilat
Una aplicació molt antiga de l'esmeril consistia en ajustar un tap de vidre cònic (mascle) al forat –també cònic- del recipient (femella). Hom aplicava una pasta d‘esmeril i aigua entre el tap i el forat, i aplicava un moviment relatiu. El resultat final era un tap que tancava hermèticament, molt adequat per a recipients que havien de contenir líquids volàtils o quan calia un tancament estanc per qualsevol concepte.

#### Setrill antidegoteig
L'any 1961 Rafel Marquina i Audouard  va inventar un setrill molt pràctic que va guanyar un premi de Disseny Industrial (Primer premi Delta d'or de Barcelona. Premis Delta.). Una de les característiques principals era el tap de vidre esmerilat amb un ranura de ventilació.

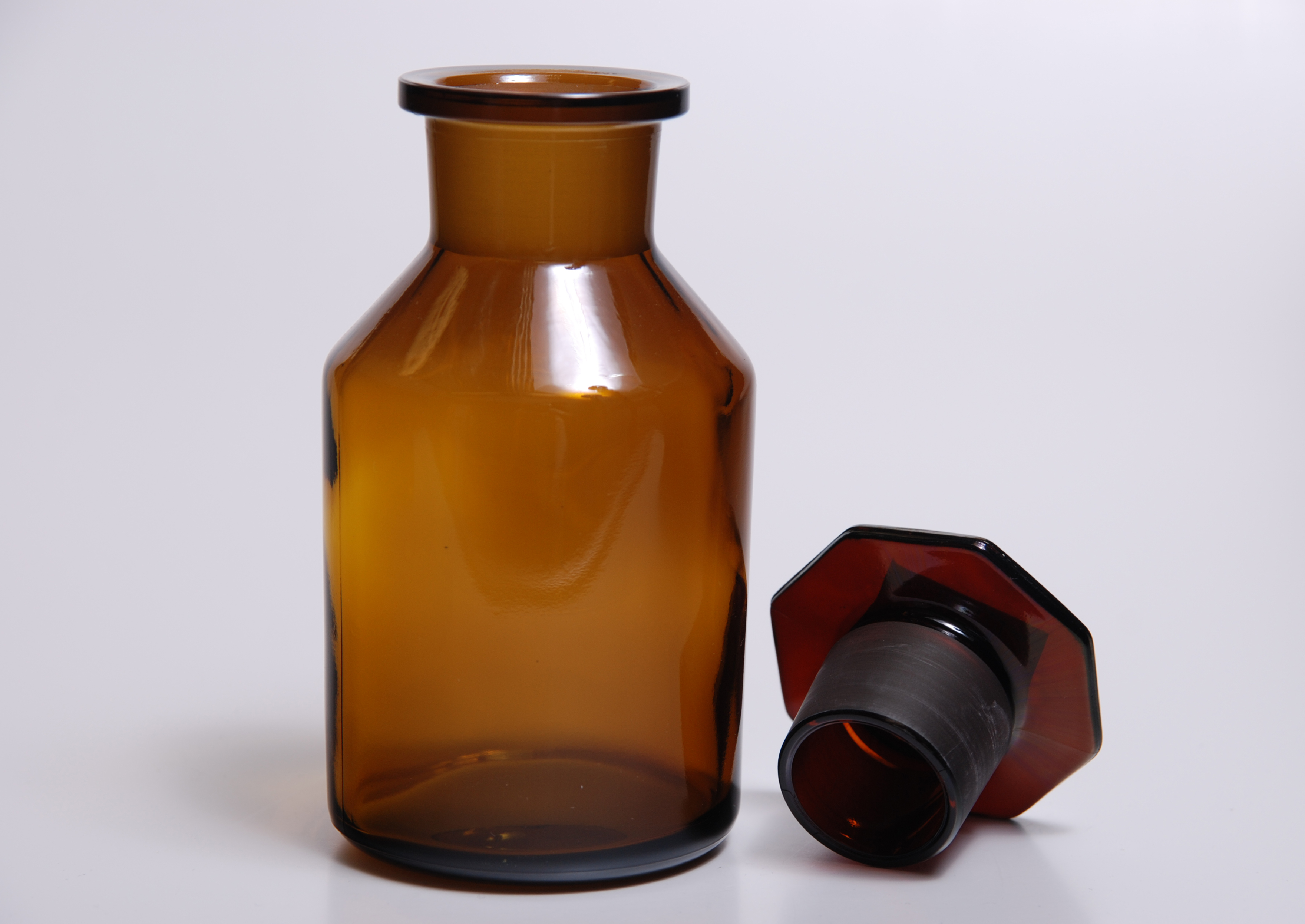
Flascó de laboratori de vidre fosc, amb tap esmerilat
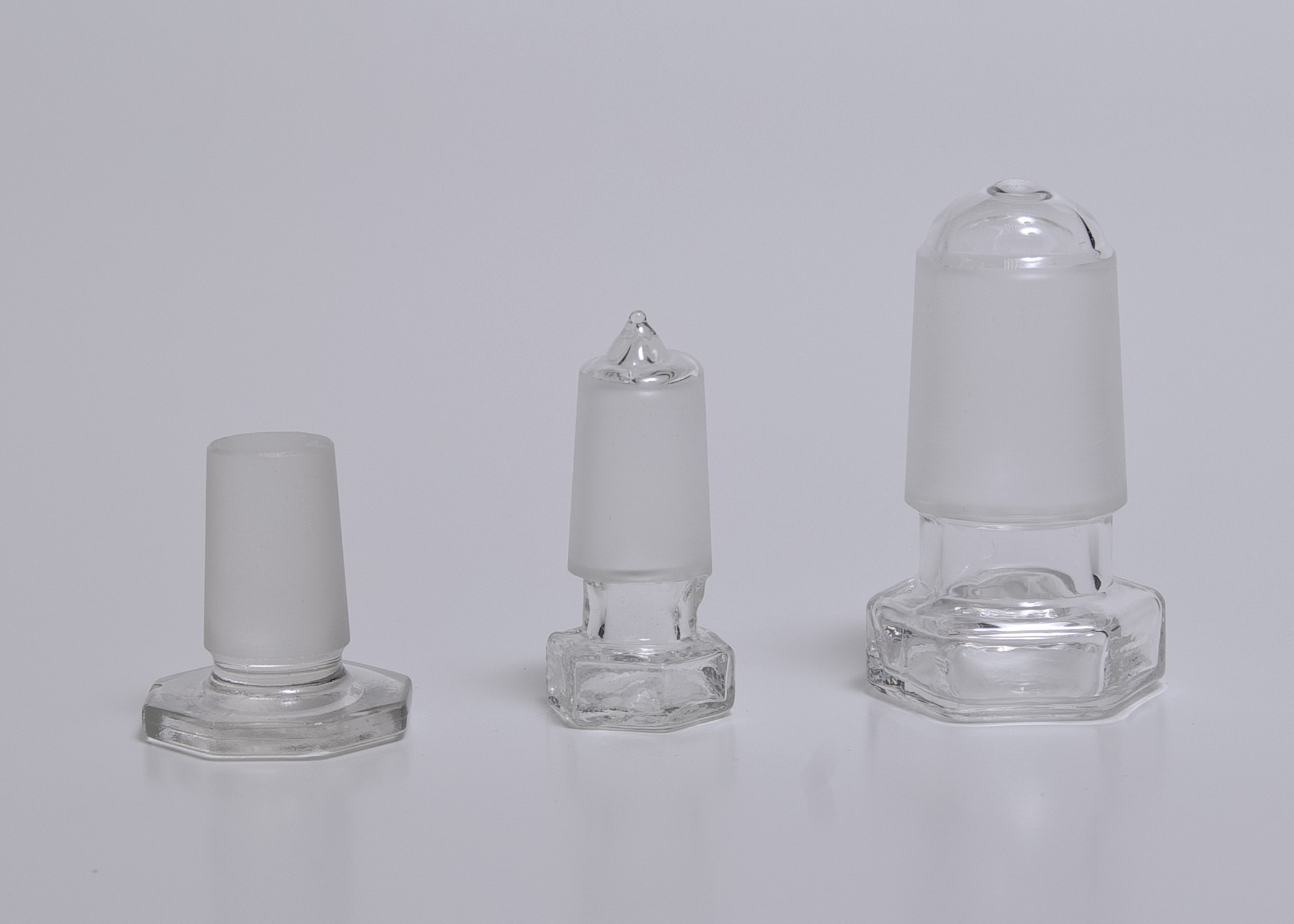
Tres taps de vidre esmerilat
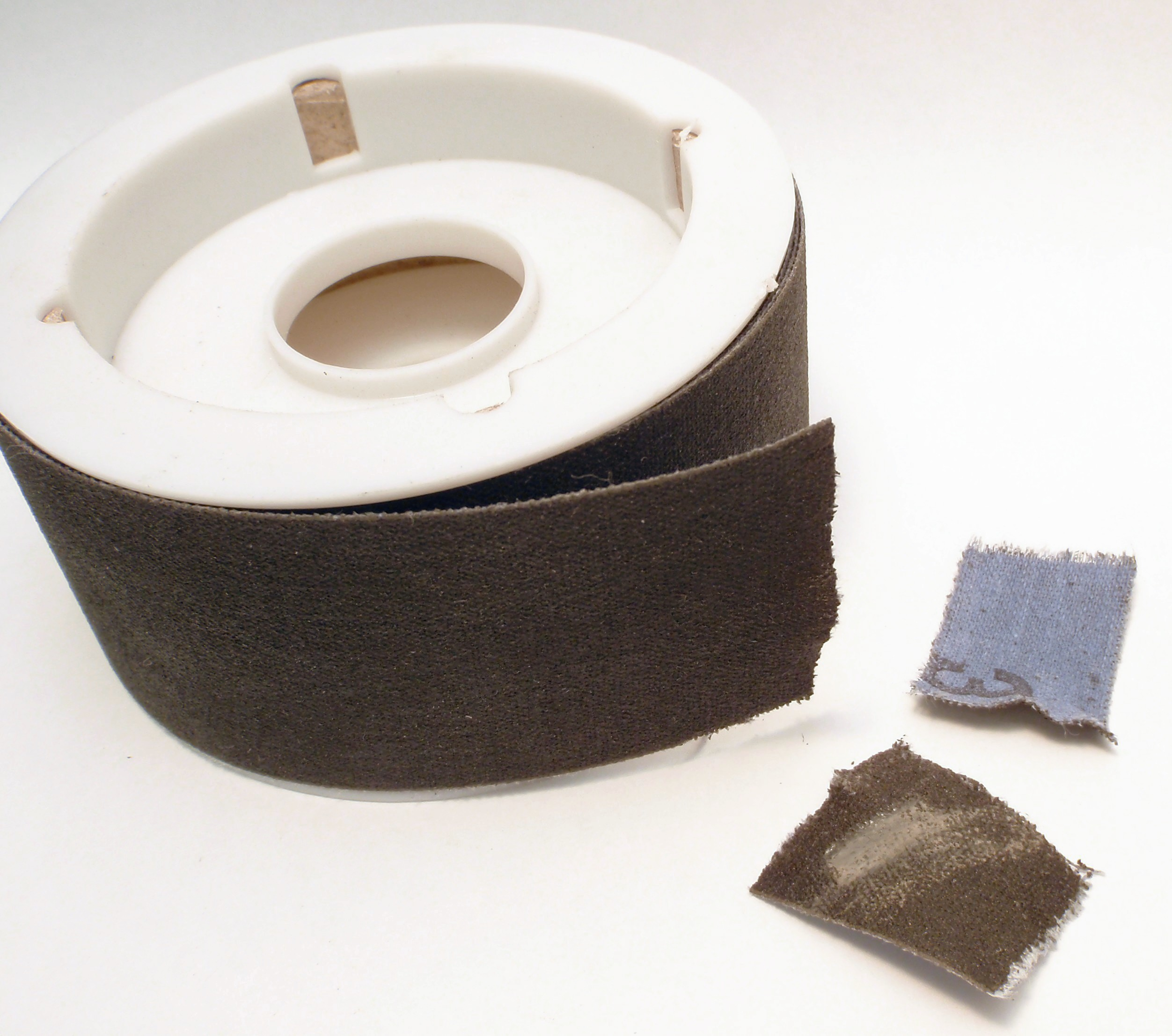
Tela d'esmeril de grau 320
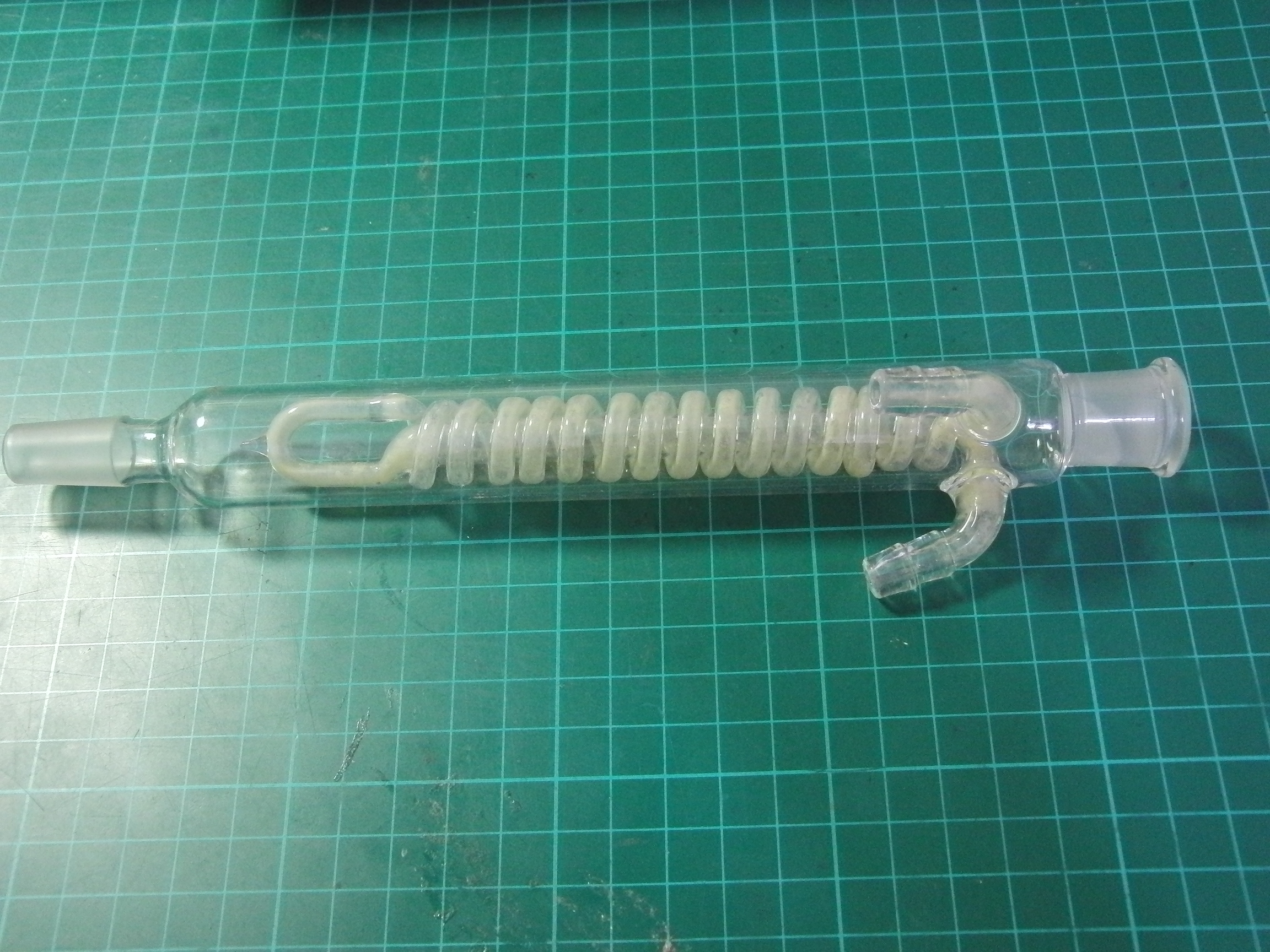
Condensador de vidre de laboratori químic. Amb extrems esmerilats.

### Superfícies antilliscants
Una publicació de 1970 indicava que l'ús principal de l'esmeril als Estats Units era per a afegir-lo als paviments per a obtenir superfícies anti-lliscants.

## Documents
- Segle III dC. En el tractat Mappae clavicula s'esmenta l'esmeril: “...Laminam cupri habeto, et subtilem pulverem de smeril...”.[11]
- 1050? “Pedra d'esmerill”. Ibn Wàfid Kitāb al-adwiya al-mufrada (كتاب الأدوية المفردة), Libre de les medicines particulars. (Vegeu traducció catalana, any 1350?)
- 1248. Segons el Lapidario del rei Alfons X el Savi, azumbedic (àrab) equival a esmeril en llatí.[12]
- 1323. Inventari de joies i altres objectes repartits per ordre de Jaume II: “...item quendam lapidem rotundum de esmerill...”[13]
- 1350? "Pedra d'esmerill". Traducció catalana del Libre de les medicines particulars d'Ibn Wàfid.[14]
- 1422. “Dues o tres lliures d'esmarill”
- 1423. “Una trencadura de ferra per a trancar ferra e picar asmarill”
- 1424. “Per portar pedra esmerill...”
- 1519. Expedició de Magalhães-Elcano. En l'inventari de despeses hi figura: “... 4 cueros para guarnecer las armas; 6 libras de esmeril para limpiarlas ...”[15]
- 1583. Carta de Pompeo Leoni indicant una manera més econòmica d'obtenir esmeril.[16]
- 1601. Esmeril per a miralls.[17]
- 1666. Esmeril esmentat en francès.[18]
- 1701. Taxes sobre l'esmeril importat a València.[19]
- 1727. Esmeril en castellà.[20]
- 1749. Moles fetes de laca i pólvores d'esmeril.[21]
- 1843. Article anglès sobre l'esmeril i el trípoli de polir.[22]